# Christopher McDonald

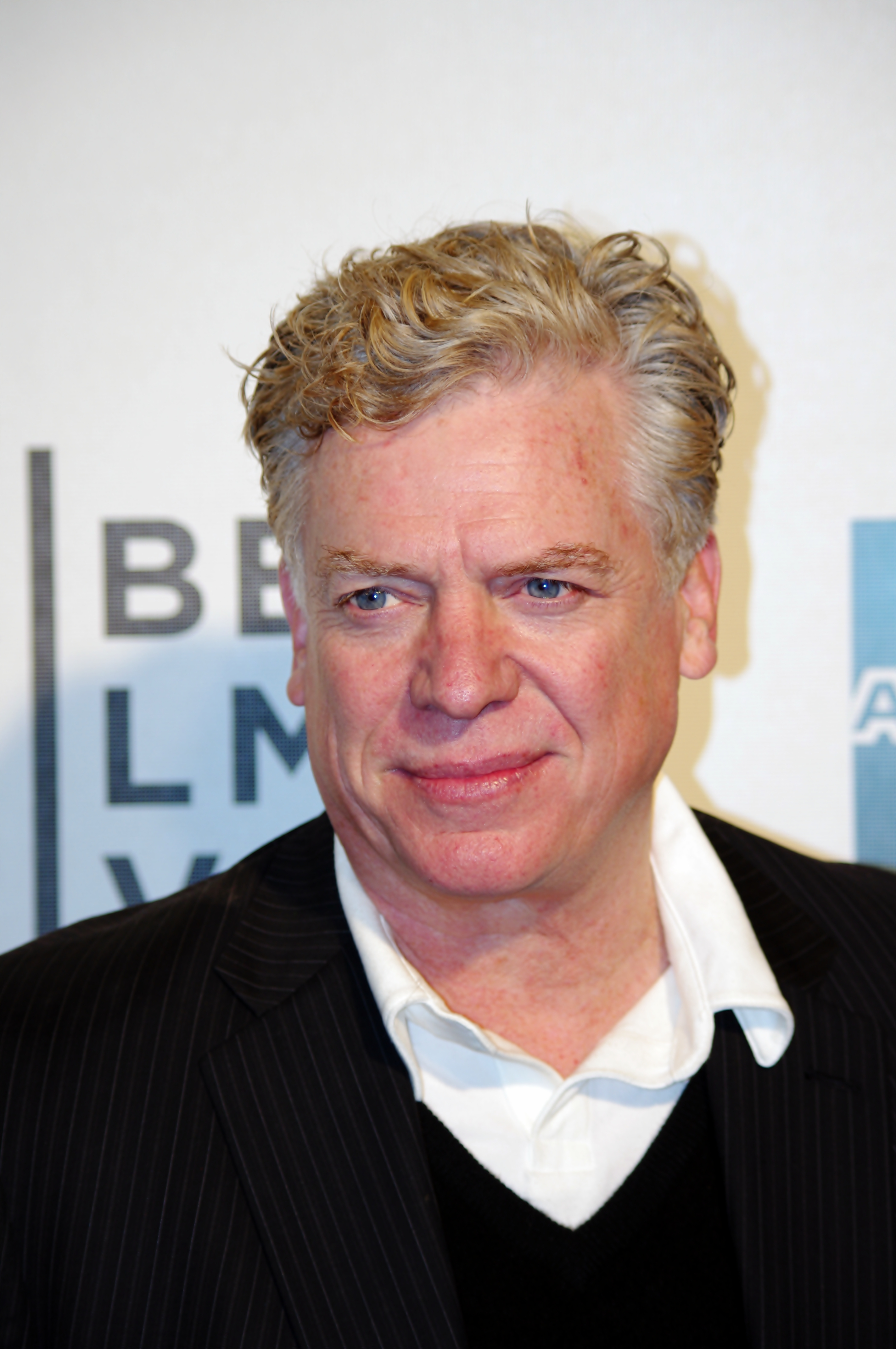
Christopher McDonald auf dem Tribeca Film Festival 2011

Christopher McDonald (* 15. Februar 1955 in New York City, New York) ist ein US-amerikanischer Schauspieler.

## Leben und Karriere
Er studierte am Hobart College in Geneva, einer Stadt im US-Bundesstaat New York.
Seine Karriere im Filmgeschäft begann er 1978 im US-amerikanischen Fernsehen. Seine erste Kinorolle hatte er im Film Der Leichenwagen aus dem Jahr 1980. Immer wieder arbeitete er aber auch für das Fernsehen und trat in zahlreichen Serien in Gastrollen auf, unter anderem in Raumschiff Enterprise: Das nächste Jahrhundert in der Episode „Die alte Enterprise“. Im Jahr 2009 übernahm er die Rolle des Alan Armstrong in Stargate Universe. Sein Schaffen umfasst mehr als 150 Film- und Fernsehproduktionen, darunter auch die Rolle des Antagonisten Shooter McGavin in Adam Sandlers Komödie Happy Gilmore.
Christopher McDonald ist seit 1992 verheiratet und Vater von vier Kindern. Sein Bruder Daniel McDonald war ebenfalls als Schauspieler tätig.

## Filmografie (Auswahl)
- 1980: Der Leichenwagen (The Hearse)
- 1982: Grease 2
- 1984: Breakin’
- 1984: Trio mit vier Fäusten (Riptide, Fernsehserie, Episode 1x13)
- 1985: Knight Rider (Fernsehserie, Episode 3x19)
- 1986: Matlock (Fernsehserie, Episode 1x12)
- 1989: Ein himmlischer Liebhaber (Chances Are)
- 1990: Raumschiff Enterprise – Das nächste Jahrhundert (Fernsehserie, 3x15)
- 1991: Thelma & Louise
- 1991: Der Giftzwerg (Dutch)
- 1992: Hör mal, wer da hämmert (Home Improvement, Fernsehserie, Episode 1x14)
- 1993: Crazy Instinct (Fatal Instinct)
- 1994: Immer Ärger um Dojo (Monkey Trouble)
- 1994: Tödliche Geschwindigkeit (Terminal Velocity)
- 1994: Roadflower (The Road Killers)
- 1994: Quiz Show
- 1995: Die Frau meines Lehrers (My Teacher’s Wife)
- 1995: Die Ehre zu fliegen (The Tuskegee Airmen)
- 1995: Best of the Best 3 – No Turning Back
- 1996: Tödliche Verschwörung (The Rich Man’s Wife)
- 1996: Happy Gilmore
- 1996: Jung, weiblich, gnadenlos (Jaded)
- 1996: Das große Basketball-Kidnapping (Celtic Pride)
- 1996: Hausarrest (House Arrest)
- 1997: A Smile Like Yours – Kein Lächeln wie Deins (A Smile Like Yours)
- 1997: In eisige Höhen – Sterben am Mount Everest (Into Thin Air: Death on Everest)
- 1997: Beaver ist los! (Leave It to Beaver)
- 1997: Flubber
- 1997: Lawn Dogs – Heimliche Freunde (Lawn Dogs)
- 1998: Dirty Work
- 1998: The Faculty
- 1998: Punk! (SLC Punk!)
- 1999: Gideon
- 1999–2002: Frauenpower (Family Law, Fernsehserie, 68 Episoden)
- 2000: The Skulls – Alle Macht der Welt (The Skulls)
- 2000: Takedown
- 2000: Requiem for a Dream
- 2000: Der Sturm (The Perfect Storm)
- 2001: 61*
- 2002: The Barry Williams Show[1] (Musikvideo von Sean Penn zu dem Lied von Peter Gabriel)[2]
- 2003: Grind – Sex, Boards & Rock’n’Roll (Grind)
- 2005: Broken Flowers
- 2005: Wo die Liebe hinfällt … (Rumor Has It…)
- 2006: Funny Money
- 2006: American Pie präsentiert: Nackte Tatsachen (American Pie Presents: The Naked Mile)
- 2006, 2011: Criminal Intent – Verbrechen im Visier (Law & Order: Criminal Intent, Fernsehserie, 2 Episoden)
- 2007: Awake
- 2007: American Pie präsentiert: Die College-Clique (American Pie Presents: Beta House)
- 2007: Ein Duke kommt selten allein – Wie alles begann (The Dukes of Hazzard: The Beginning)
- 2007: Die Sopranos (The Sopranos, Fernsehserie, Episode 6x14)
- 2008: Mad Money
- 2008: Psych (Fernsehserie, Episode 3x01)
- 2008: Superhero Movie
- 2008: Fanboys
- 2008: Big Fat Important Movie (An American Carol)
- 2009: Im tiefen Tal der Superbabes (Deep in the Valley)
- 2009: Law & Order (Fernsehserie, Episode 19x12)
- 2009–2010: Stargate Universe (Fernsehserie, 3 Episoden)
- 2010–2012: Boardwalk Empire (Fernsehserie, 7 Episoden)
- 2011–2012: Harry’s Law (Fernsehserie, 32 Episoden)
- 2011: Lemonade Mouth – Die Geschichte einer Band (Lemonade Mouth)
- 2011: Cat Run
- 2012: The Collection – The Collector 2 (The Collection)
- 2013: Body of Proof (Fernsehserie, Episode 3x09)
- 2015–2016: Good Wife (The Good Wife, Fernsehserie, 7 Episoden)
- 2016: Exposed
- 2017: Die Wallstreet Verschwörung (Jekyll Island)
- 2018: Backtrace
- 2020: We Can Be Heroes
- 2021: Land of Dreams
- seit 2021: Hacks (Fernsehserie)
- 2022: The Watcher (Miniserie, 7 Folgen)
- 2022: Rosalinde (Rosaline)
- 2023: Secret Invasion (Fernsehserie, 3 Folgen)
- 2024: Beverly Hills Cop: Axel F
- 2025: Happy Gilmore 2